# Ectoedemia turbidella
Ectoedemia turbidella là một loài bướm đêm thuộc họ Nepticulidae. Nó được tìm thấy ở hầu hết châu Âu (except Ireland, Hy Lạp và the Mediterranean Islands), phía đông đến the Volga và Ural regions of Nga.
Sải cánh dài 6–7 mm. Con trưởng thành bay từ tháng 5 đến tháng 6.
Ấu trùng ăn Populus alba và Populus canescens. Chúng ăn lá nơi chúng làm tổ. 

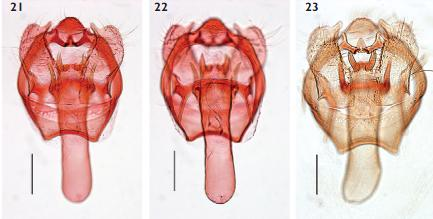
Male genitalia
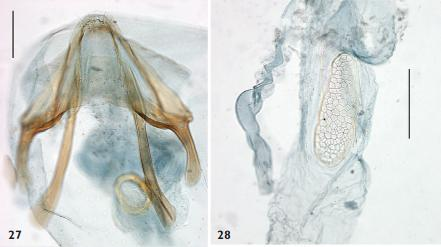
Female genitalia